# Los guardianes del tiempo
Los guardianes del tiempo es una exitosa trilogía escrita por Marianne Curley. Consta de tres novelas: Los elegidos, La Oscuridad y La llave. En estas novelas se narra la historia de la lucha entre dos grupos conocidos como La Guardia y La Orden del Caos. Ha recibido muy buenas críticas debido a sus argumentos y a sus personajes.

## Argumento
Todo empieza con la muerte de Sera, hermana de uno de los protagonistas, Ethan. Para que no pierda la fe en sí mismo, la Guardia (un grupo de personas que protege la humanidad de La Orden del Caos viajando en el tiempo) lo inicia antes de tiempo al notar su gran talento y por ser uno de los Elegidos. Su maestro es Arkarian, tiene 600 años pero aparenta tener unos 18 años. Después de un tiempo a Ethan le asignan una aprendiz, Isabel, hermana de Matt, quien era su mejor amigo antes de que se separaran porque creyó que intentó robarle a su novia, Rochelle. 
De ahí en adelante Ethan instruye a Isabel, sin saber que ella estuvo muy enamorada de él, aunque ahora siente una fuerte atracción por Arkarian. Ella demuestra tener gran talento y recibe dones nunca vistos en seiscientos años de los señores de las casas. La historia transcurre hasta que se encuentran a Marduke, quien había asesinado a Sera. Este amenaza a Ethan e intenta matar a Isabel, lo que logra cuando viajan al pasado por segunda vez.
Cuando Isabel muere Ethan viaja al Reino Medio para rescatarla, aunque sólo su alma gemela la puede hacer regresar a su cuerpo, ya que había muerto en el pasado. En ese momento se descubre que el alma gemela de Isabel no es Ethan, si no Arkarian. Se descubre que el padre de Ethan, Shaun, era en realidad el compañero de Marduke, quien lo dejó con la cara deformada después de que este intentase cambiar el pasado. Este traicionó a la Guardia y pasó a ser comandante de la Orden, enamorándose de la Diosa, su líder. Por ello ocurrió el asesinato de Sera, ya que era muy vanidoso y su mayor dolor es estar con media cara deformada. 
Matt es secuestrado por Marduke quien todavía quiere su venganza. Ethan, Shaun, Isabel, Arkarian y Jimmy van a rescatarlo y se enfrentan a Marduke. Éste casi logra asesinar a Shaun, pero Isabel lo cura debido a su poder sanador. Se descubre que Rochelle es en realidad la espía de Marduke y que separó al chico de su mejor amigo para causarle dolor a Shaun. Isabel le perdona la vida y esta le devuelve el favor salvando a Matt, a quien querían quemar vivo. Ethan mata a Marduke y como premio, recibe las alas, con lo que siempre soñó. Se descubren las identidades de todos los Elegidos (élite de la Guardia): Matt, Isabel, Ethan, Shaun, Carter, Jimmy, Rochelle, Arkarian.

## Personajes
Ethan: Es uno de los protagonistas y de los Elegidos. Sus poderes son sorprendentes, crea ilusiones reales y posee el don de la telequinesis. Tiene una relación muy estrecha con Arkarian, Isabel y Matt. Es impulsivo pero correcto y con un gran corazón. Siempre sospechó de Carter, a quien apoda Cara Caimán. Odió a Rochelle por separarlo de su mejor amigo, pero empieza a sentir algo muy fuerte por ella. Ethan descubre que su tercer poder es su confianza instintiva en la profecía, ya que salva al rey Ricardo de su muerte cambiando el pasado y cumpliendo ésta. Por ello al final del libro recibe otro don, "sus alas". Es hijo de Shaun, otro de los elegidos. 
Isabel: Es otra protagonista y otra Elegida. Su poder inicialmente es sanar, además es muy hábil en cuanto a autodefensa, y tiene un gran potencial de psique que comienza a desarrolla. Quiere mucho a su hermano y a su madre. Es rubia, de grandes ojos castaños y estatura baja. Siempre ha sido muy independiente porque cuando era pequeña su padre los abandonó. En el libro "La Oscuridad" se muestra el romance entre Isabel y Arkarian. Ambos acuden juntos a una misión en Francia, donde  descubrimos el amor que siente Arkarian por Isabel. Lorian le ofrece a Isabel el poder para dejar de envejecer, el mismo que posee Arkarian, para que ambos puedan estar juntos, don que Isabel acepta.
Arkarian: Es un gran estratega y guerrero. Gran amigo de Ethan y ama a Isabel, su alma gemela. Es de constitución atlética, tiene el cabello azul y ojos violetas que han cambiado con el tiempo gracias a su poder para mantenerse de la edad de 18 años (pero en realidad tiene 600). Es un huérfano que fue criado en diferentes casas y tratado en todas ellas como criado. Al final del segundo libro se descubre que realmente su padre es el inmortal, Lorian. Fue entrenado durante 200 años por él, que le enseñó grandes poderes, entre ellos la habilidad para defenderse de un inmortal.
Matt: Tiene la piel aceitunada y es muy alto, es fuerte, de grandes ojos castaños. Es sobreprotector con Isabel, y le hace la vida imposible a Ethan después de que este pasa tanto tiempo con su hermana. Su novia es Rochelle, a quien adora. Se descubre que es uno de los Elegidos, el que los liderará en la gran batalla. Hijo de Dartemis, el inmortal, sobrino de Lorian y primo de Arkarian tiene ascendencia inmortal. En su infancia era el mejor amigo de Ethan, pero dejaron de serlo por Rochelle. En el segundo libro, Ethan se convierte en su entrenador y esto implica que su relación mejore poco a poco.
Marduke: Antiguo compañero de Shaun hasta que éste le deformó cuando se encaprichó con Eleanor y le dio una medicina del futuro, alterando el pasado. Traicionó a la Guardia y pasa a ser comandante de la Orden y amante de la Diosa. Su cabello era rubio y suave, tiene un solo ojo amarillo y es muy musculoso, con media cara deforme que le da apariencia de monstruo. Antes poseía una gran belleza y era muy vanidoso. Pierde a su esposa e hija cuando éstas se van. Es muy poderoso y maligno. Es asesinado por Ethan. 
Rochelle: Bronceada, de largo y negro cabello y ojos verde esmeralda, es la novia de Matt y siente atracción por Ethan. Es la espía de Marduke, el cual le encarga de romper la amistad entre Ethan y Matt. Su padre era violento y asesinó a su madre. No siente atracción por Matt, aunque si cariño, por lo que lo salva. Siente mucha atracción por Ethan, lo que en la batalla del final, se lo hace saber a Isabel. Es hábil con la espada. Es una de los Elegidos. Es la que intenta asesinar a Abigail en uno de los viajes al pasado.
Neriah: Hija de Marduke y cebo de Ethan en la lucha contra el, después formara parte de la Guardia. Es muy guapa, belleza que heredo de su padre. Está enamorada de Matt, a pesar de que este se resiste por una promesa hecha a Dillon, amigo que también está enamorado de ella. Al final Matt ya no puede resistirse y le entrega el don de la inmortalidad y su corazón. Durante su iniciación además se revela que Neriah será en el futuro un miembro del tribunal.
Dillon: Un guerrero de alto rango de Lathenia de ojos verdes, que es como su mano derecha; y que a su vez es mejor amigo desde su infancia de Ethan y Matt. Dillon traicionará a la Orden y se unirá a sus amigos. Enamorado de Neriah, siente el rechazo de esta cuando escoge a Matt en su lugar. Su gran poder es la fuerza, una fuerza sobrehumana.
Shaun: Es el padre de Ethan y después de perder a su hija se vuelve un hombre débil y triste. Fue en realidad uno de los mejores de la Guardia, es un Elegido. Despierta y confronta a Marduke, quien lo vence, pero sobrevive. Regresa a la Guardia. 
Jimmy: Es novio de la madre de Isabel y de Matt y es en realidad un Elegido y activo miembro de la Guardia. Es leal y fiel y tiene mucho poder. Es un Elegido. Es musculoso aunque bajito, adopta una voz suave enfrente de Coral, su novia, pero su voz es en realidad grave y masculina. Es el protector de la familia de Isabel, encargado por el padre de Matt, Dartemis.
Carter: Es el profesor de Ethan y de Isabel y hace todo lo posible por perjudicarlo, se descubre que es coordinador de la Guardia y es un Elegido. Es decidido, pero extraño y amargado.Él es el traidor nombrado en la profecía.Tiene una gran mandíbula.
Ricardo II: En su juventud fue atacado por un miembro de la Orden, pero Ethan e Isabel lo salvan. Después encarcela a su tío Juan de Gante y exilia a su primo: Enrique IV. Es convencido de viajar a Irlanda por Isabel, ya que es como debe ser. Ahí es emboscado y aprisionado por su primo. Al final lo salva Ethan, y se descubre que es en realidad el asignado por la Profecía para ser el señor de la casa de Verdemar. Tiene el cabello y los ojos negros.
Lorian: Líder de la Guardia e Inmortal, según el libro no posee ningún sexo, aunque se ve a inclinación al masculino. Su piel es brillante y sus ojos ovalados y violetas. Es imponente y muy pocos soportan sostenerle la vista. Siente algo muy fuerte por Lady Arabella , otra de los miembros del tribunal. Es el padre de Arkarian. Mata a su hermana inmortal pero en el proceso acaba gravemente herido y muere. 
Lathenia: Líder y creadora de la Orden del Caos, aprendió que viajando al pasado podía cambiar los hechos pata adquirir más poder. Amante de Marduke.  Principal antagonista, es una Inmortal hermana de Lorian y Dartemis. Según Rochelle es incluso más astuta que Marduke. 
Dartemis: Padre de Matt, y el último de los Inmortales. Soberano del mundo a donde van las almas de buen corazón tras morir, estuvo escondido de su hermana desde su nacimiento falsificando su muerte frente a ésta. Es quien escogió a Jimmy como protector de la madre de Isabel y Matt.

## La Orden
Su líder es la Diosa, Lathenia. Influye en el pasado y causa destrucción para engrosar su ejército. Su papel es causar el caos y alterar el pasado

## La Guardia
Su líder es Lorian, intenta evitar que la Orden siga causando caos. Quiere mantener la Historia intacta y en equilibrio.
- Datos: Q3247891